# Zoolook
A Zoolook (Állatkerti látogatás) Jean-Michel Jarre 1984-ben megjelent, hetedik nagylemeze.
Az album Jarre – hangszerelésben és hangzásban – egyik legösszetettebb albuma, elektronikus, pop és dzsessz zenei elemekkel. A hangszereket több helyen vokális effektekkel helyettesíti. A vokális effektek 24 nyelven szólalnak meg a lemezen, köztük magyarul is.
A lemezen Laurie Anderson, Marcus Miller, Adrian Belew, Yogi Horton, Frederick Rousseau és Ira Siegel is közreműködik.

## Számlista
1. Ethnicolor – 11:47
2. Diva – 7:20
3. Zoolook – 3:58
4. Wooloomooloo – 3:17
5. Zoolookologie – 4:14
6. Blah Blah Cafe – 3:25
7. Ethnicolor II – 3:54

## Közreműködők
- Jean-Michel Jarre – szintetizátor, billentyűsök, Fairlight CMI, Synclavier
- Laurie Anderson – ének, vokál
- Adrian Belew – gitárok, effektek
- Yogi Horton – dobok
- Marcus Miller – basszusgitár
- Frédéric Rousseau – további billentyűsök
- Ira Siegel – további gitár